# Kids (film)
Kids (conosciuto in Italia anche come Kids - Monelli) è un film del 1995 diretto da Larry Clark e sceneggiato da Harmony Korine.
È stato presentato in concorso al 48º Festival di Cannes.

## Trama
Il film racconta un giorno di alcuni adolescenti residenti nei bassifondi di New York passato taccheggiando, picchiando e facendo largo uso di droghe e sesso non protetto, nonché di un pesante linguaggio. Il film è pensato per apparire come una sorta di crudo documentario in tempo reale, e descrive senza mezzi termini una realtà assai dura: la diffusione dell'AIDS nonché le problematiche dei giovani che vivono in ambienti simili (la vicenda si svolge a Manhattan).
Il protagonista maschile è Telly, lo sverginatore compiaciuto, sieropositivo, stupratore, spesso accompagnato dal suo amico Casper (anch'egli un predatore sessuale). La protagonista femminile è Jennie, sedicenne relativamente introversa, che scopre di aver contratto l'HIV dal suo unico rapporto sessuale con Telly. Jennie cerca di rintracciarlo e allo stesso tempo si chiude pian piano in sé stessa accettando la dura realtà.

## Casting
Praticamente l'intero cast è composto da attori non professionisti, tra cui molti giovani skateboarders newyorkesi (come Justin Pierce e Harold Hunter), amici di Korine (Chloë Sevigny all'epoca era la sua migliore amica, durante la lavorazione del film i due inizieranno una relazione sentimentale che durerà poi per molti anni) e ragazzi notati per le strade di New York (ad esempio Leo Fitzpatrick e Rosario Dawson), molti di questi ragazzi successivamente hanno continuato la loro carriera nella recitazione anche con discreto successo. 
Inizialmente Jennie sarebbe dovuta essere interpretata da una vera attrice, ovvero da una giovanissima Mia Kirshner, ma Korine dopo aver fatto presente a Larry Clark che il personaggio di Jennie fosse stato scritto ispirandosi alla sua amica Chloe Sevigny, convinse Clark a dare il ruolo a quest'ultima, nonostante lei non avesse mai recitato prima (come il resto del cast). 
Lo stesso Harmony Korine compare nella scena della discoteca e regala a Jenny una droga che non viene mai nominata, egli stesso si limita a compararne gli effetti a quelli dello speedball (nella traduzione italiana) mentre nella versione in lingua originale afferma che a confronto la Special K (ketamina) è niente. Si presume si tratti di PCP (Fenciclidina) per via degli effetti riscontrati dalla ragazza.

## Accoglienza
Sull'aggregatore di recensioni Rotten Tomatoes il film ha ottenuto una percentuale di approvazione del 47% basata su 58 recensioni. In particolare il sito commenta che "Kids non ha paura di mettere alla prova i limiti degli spettatori, ma il punto della sua provocazione quasi incessante rischia di perdersi tra tutti i personaggi repellenti e le immagini spiacevoli".
Su Metacritic, il film ha un punteggio di 63/100 basato su 18 recensioni.

## Riconoscimenti
- Independent Spirit Awards 1996: miglior performance di debutto (Justin Pierce)